# Ma brillante carrière
Pour plus de détails, voir Fiche technique et Distribution.
Ma brillante carrière (My Brilliant Career) est un film australien réalisé par Gillian Armstrong, sorti le 17 août 1979. 
Le film est une adaptation d'un livre de Miles Franklin.

## Synopsis
Dans l'Australie du XIXe siècle, les années d'apprentissage d'une jeune fille, indépendante et ambitieuse, cherchant à échapper à la misère de la ferme paternelle. L'amour lui apportera la chance d'une promotion sociale. Mais elle préférera construire elle-même sa vie en devenant écrivain.

## Fiche technique
- Titre : Ma Brillante Carrière
- Titre original : My Brilliant Career
- Réalisateur : Gillian Armstrong
- Scénario : Eleanor Witcombe, d'après le roman éponyme de Miles Franklin
- Directeur de la photographie : Donald McAlpine
- Pays d'origine :  Australie
- Genre : Comédie dramatique
- Durée : 105 minutes
- Dates de sortie : 
  -  Australie : 17 août 1979

## Distribution
- Judy Davis : Sybylla Melvyn
- Sam Neill : Harry Beecham
- Wendy Hughes : Tante Helen
- Robert Grubb : Frank Hawdon
- Max Cullen : Mr. McSwatt
- Aileen Britton : Grandma Bossier
- Peter Whitford : Oncle Julius
- Patricia Kennedy : Tante Gussie
- Alan Hopgood : Père
- Julia Blake : Mère
- David Franklin : Horace
- Marion Shad : Gertie
- Aaron Wood : Stanley
- Sue Davies : Aurora
- Gordon Piper : Barman